# American Symphony Orchestra

American Symphony Orchestra (2018)

Das American Symphony Orchestra (ASO) ist ein Sinfonieorchester in New York City, das 1962 von Leopold Stokowski gegründet wurde und dem es am Herzen lag, die klassische Orchestermusik zu entmystifizieren und einem breiten Publikum zugänglich zu machen. Seit 1992 ist Leon Botstein Musikdirektor und Chefdirigent des Orchesters. Hauptspielstätten sind Carnegie Hall und Symphony Space in New York City sowie das Richard B. Fisher Center for the Performing Arts am Bard College in Annandale-on-Hudson. Konzertmeister ist der Violinist Cyrus Beroukhim.

## Geschichte
Für Stokowski, schon 80-jährig, war es – nach vielen Stationen als Musikdirektor, Chef- und Gastdirigent an Klangkörpern weltweit – zum Ende seines absehbaren Wirkens an der Zeit, einen anderen Weg einzuschlagen, als es bei anderen Orchestern üblich war. So gründete er 1962 in New York City ein Ensemble, das seinen eigenen Ansprüchen gerecht werden sollte. Dazu formte er ein Orchester, das ausschließlich aus jungen amerikanischen Musikern, darunter Frauen und farbige Künstler, bestand. Er entmystifizierte gewisse elitäre Gebräuche, wie sie der klassischen Musk anhafteten,  und sorgte dafür, dass seine Konzerte auch zu erschwinglichen Eintrittspreisen zu besuchen waren. Noch wichtiger, das Orchester spielte unter seiner Leitung lange vernachlässigte alte und neue Kompositionen für ein junges Publikum und gab Solisten, die am Anfang ihrer Karriere standen, wie zum Beispiel dem Trompeter und späteren Dirigenten Gerard Schwarz und dem Klarinettisten Franklin Cohen, die Chance, ihr Können zu beweisen. Als Gastdirigenten verpflichtete er den am Anfang stehenden Dirigenten Itzhak Perlman sowie die erfahrenen und angesehenen Karl Böhm und Igor Markevitch. Die Gründung des Orchesters steigerte Stokowkis schon vorhandenes Ansehen noch einmal für die letzte Dekade seines Wirkens. Mit Amos Meller als Assistenten leitete er das ASO noch zehn Jahre, bis er im Alter von 90 Jahren 1972 in seine Heimat nach England zurückkehrte.
Nachdem Stokowski 1972 den Taktstock abgegeben hatte, schlitterte das ASO wegen der erfolglosen Suche nach einem neuen erfahrenen Leiter in eine kleine Krise. Die Mitglieder des Ensembles gründeten ein kooperatives Management und konnten 1973 Kazuyoshi Akiyama als Musikdirektor verpflichten, der dieses Amt bis 1978 bekleidete. Aber auch danach kam das Orchester nicht zur Ruhe. Zwar konnte das Orchester Sergiu Comissiona von 1978 bis 1982 als künstlerischen Berater und von 1985 bis 1987 John Mauceri als Musikdirektor verpflichten, aber trotzdem mussten in diesen Jahren Moshe Atzmon und Giuseppe Patanè interimistisch als Chefdirigenten immer wieder den Taktstock übernehmen. Dazu kam die Renovierung der Carnegie Hall 1986. Dem ASO ging somit für längere Zeit seine Hauptspielstätte verloren und das Orchester musste sein Repertoire von neun Konzerten pro Jahr auf vier Konzerte zusammenstreichen. 1991 übernahm für ein Jahr Catherine Comet die Leitung des Orchesters, aber erst 1992 mit der Verpflichtung des bis dahin unerfahrenen Leon Botstein als Musikdirektor kam das ASO wieder in ruhigeres Fahrwasser.

## Gegenwart
Mit Botstein kam auch wieder frischer Wind in das Orchester, er ging mit dem ASO neue Wege. So stellte er seine Konzerte der Vanguard Serien in der Carnegie Hall immer unter ein Motto wie zum Beispiel Literatur, Politik oder Kultur mit einem entsprechenden künstlerisch gestalteten visuellen Hintergrund. Das ASO führte mit Botstein selten gespielte Werke des 19. und 20. Jahrhunderts auf, veranstaltete Kammermusikabende für Institutionen der Erwachsenenbildung im Lincoln Center und spielte für Jugendliche an den Hochschulen in Manhattan und New Jersey.
Eine neue Spielstätte fand das Orchester für eine von ihm kreierte Serie Classics Declassified am Symphony Space und wurde zudem das Hausorchester am Richard B. Fisher Center for the Performing Arts des Bard Colleges, wo es für das jährlich im Winter veranstaltete Bard SummerScape Festival und das sommerliche Bard Music Festival verantwortlich zeichnet. 2010 wurde es das ständige Begleitorchester des Collegiate Chorale und spielte regelmäßig zu dessen Auftritten bei den Chorale’s New York concert series. Das Orchester unternahm mehrere Tourneen durch Asien und Europa und spielte bei Wohltätigkeitskonzerten wie der Jerusalem Foundation und am Public Broadcasting Service.

## Tonträger
Zu den vielen Tonaufnahmen des Orchesters, die bei Telarc, New World, Bridge, Koch und Vanguard Labels verlegt wurden, sind etliche Live-Auftritte für den Download im Internet vorhanden. In vielen Fällen die selten gespielten Werke, die nur zum Repertoire des ASO zählen.